# Christopher Bainbridge
Pour les articles homonymes, voir Bainbridge.
Christopher Bainbridge (né à Hilton, près de Appleby-in-Westmorland  en Cumbria, Angleterre, vers 1464, et mort à Rome le 14 juillet 1514) est un cardinal anglais du XVIe siècle.

## Repères biographiques
Bainbridge étudie à l'université de Ferrare, à l'université de Bologne et à l'université d'Oxford. Il est prévôt du Queen's College, prébendaire de Salisbury et de Lincoln, trésorier du diocèse de Londres, archidiacre de Surrey et doyen de York et de Windsor. En 1507 il est élu évêque de Durham et en 1508 il est promu archevêque d'York. En 1509 il est nommé ambassadeur du roi Henri VIII d'Angleterre à Rome.
Bainbridge est créé cardinal par le pape Jules II lors du consistoire du 10 mars 1511. Le cardinal Bainbridge assiste au Ve concile du Latran, reste à Rome et ne revient plus à York.
Le cardinal Bainbridge participe pas au conclave de 1513 (élection de Léon X). Il proteste à la réhabilitation des cardinaux qui avaient participé au concile schismatique de Pise, parce qu'il a profité de la saisie de leurs bénéfices. Bainbridge est connu comme un maître violent et il est empoisonné par un domestique en 1514. Thomas Wolsey lui succède à l'archevêché d'York.